# 한빛고등학교 (전남)
한빛고등학교(한빛高等學校)는 대한민국 전라남도 담양군 대전면 행성리에 있는 사립 고등학교이다.

## 학교 연혁
- 1997년 3월 31일 : 학교법인 『거이학원(居易學園)』 설립
- 1997년 12월 29일 : 전국 최초 인문계 특성화 고등학교 설립 인가 교부
- 1998년 3월 7일 : 개교 및 제1대 안행강 교장 취임, 제1회 입학식
- 1999년 3월 2일 : 생활관·도서관 및 신축 교사동 준공
- 1999년 10월 30일 : 생활관 및 신축 교사동 준공식
- 2001년 2월 9일 : 제1회 졸업식
- 2001년 8월 10일 : 다목적 강당 준공
- 2002년 12월 31일 : 특성화 교사동 준공
- 2023년 3월 1일 : 제10대 배수홍 교장 취임
- 2025년 1월 11일 : 제24회 졸업식 53명(총 졸업생 1,715명)
- 2025년 3월 4일 : 제27회 입학식(59명)

## 참고 자료
- 한빛고등학교 - 한국교육학술정보원 학교알리미